# Wladimir Jurjewitsch Tjumenzew
Wladimir Jurjewitsch Tjumenzew (russisch Владимир Юрьевич Тюменцев, wiss. Transliteration Vladimir Jur'evič Tjumencev; * 13. Februar 1982 in Tomsk) ist ein ehemaliger russischer Freestyle-Skier. Er startete in den Buckelpisten-Disziplinen Moguls und Dual Moguls.

## Werdegang
Tjumenzew startete zu Beginn der Saison 2001/02 in Tignes erstmals im Weltcup, wobei er den 30. Platz im Moguls errang und erreichte im weiteren Saisonverlauf mit dem neunten Platz im Dual Moguls in Madarao seine erste Top-Zehn-Platzierung im Weltcup. Zudem kam er in Salt Lake City bei seiner einzigen Teilnahme an Olympischen Winterspielen auf den 27. Platz im Moguls-Wettbewerb. In der Saison 2002/03 kam er im Weltcup dreimal unter die ersten Zehn und erreichte mit dem achten Platz im Dual-Moguls-Weltcup sein bestes Gesamtergebnis. Beim Saisonhöhepunkt, den Weltmeisterschaften 2003 im Deer Valley, belegte er den 16. Platz im Moguls und den neunten Rang im Dual Moguls. In den folgenden Jahren errang er im Januar 2004 in Fernie mit dem dritten Platz im Dual Moguls seine einzige Podestplatzierung im Weltcup und wurde bei den Weltmeisterschaften 2005 in Ruka Neunter im Dual Moguls. Zudem holte er in Saison 2005/06 zwei Siege im Europacup. Letztmals am Weltcup nahm er im Februar 2006 in Špindlerův Mlýn teil, wobei er den siebten Platz im Dual Moguls errang.

## Erfolge

### Olympische Spiele
- 2002 Salt Lake City: 27. Platz Moguls

### Weltmeisterschaften
- 2003 Deer Valley: 9. Platz Dual Moguls, 16. Platz Moguls
- 2005 Ruka: 9. Platz Dual Moguls

### Weltcup-Gesamtplatzierungen
Tjumenzew nahm an 45 Weltcups teil und erreichte sechs Top-Zehn-Platzierungen sowie eine Podestplatzierung.
| Saison  | Gesamt | Gesamt | Moguls | Moguls | Dual Moguls | Dual Moguls |
| Saison  | Punkte | Platz  | Punkte | Platz  | Punkte      | Platz       |
| ------- | ------ | ------ | ------ | ------ | ----------- | ----------- |
| 2001/02 | 9      | 78.    | 56     | 41.    | 44          | 24.         |
| 2002/03 | 10     | 105.   | 68     | 35.    | 152         | 8.          |
| 2003/04 | 10     | 80.    | 142    | 20.    | –           | –           |
| 2004/05 | 12     | 64.    | 128    | 22.    | –           | –           |
| 2005/06 | 4      | 126.   | 45     | 40.    | –           | –           |